# Rosetta (film)
Rosetta je belgicko-francouzský hraný film z roku 1999, který režírovali Jean-Pierre a Luc Dardenneovi podle vlastního scénáře. Snímek měl světovou premiéru na filmovém festivalu v Cannes dne 22. května 1999.

## Děj
Osmnáctiletá Rosetta přišla na konci zkušební doby o práci v továrně. Zpráva o jejím propuštění ji rozzlobí a vzbouří se, takže policie ji musí vyvést. Rosetta žije v karavanu se svou matkou alkoholičkou a pokouší se znovu najít práci. Bojuje i proti své matce. Najde si jinou práci, ztratí ji a pak se to opakuje. Rosetta ale nechce nic jiného než jen obyčejný život, jako mají jiní.

## Obsazení
| Émilie Dequenneová    | Rosetta                 |
| Fabrizio Rongione     | Riquet                  |
| Anne Yernaux          | matka                   |
| Olivier Gourmet       | šéf                     |
| Bernard Marbaix       | hlídač v campingu       |
| Frédéric Bodson       | personální šéf          |
| Florian Delain        | šéfův syn               |
| Christiane Dorval     | prodavačka              |
| Jean-François Noville | zaměstnanec úřadu práce |

## Ocenění
- Cena André-Cavense Unie filmových kritiků: Cena André-Cavense za nejlepší belgický film
- Filmový festival v Cannes: Zlatá palma a Cena za nejlepší ženský herecký výkon (Émilie Dequenneová)
- Cena Josepha Plateaua: nejlepší film, nejlepší režie, nejlepší herečka
- César: nominace v kategorii nejslibnější herečka (Émilie Dequenneová)